# Репьёвка (Крым)
Репьёвка (до 1948 года Айма́н-Кую́; укр. Реп'ївка, крымскотат. Ayman Quyu, Айман Къую) — исчезнувшее село в Ленинском районе Республики Крым, располагавшееся на востоке района и Керченского полуострова, примерно в 4,5 км к юго-востоку от современного села Горностаевка.

## История
Впервые в доступных источниках селение встречается на верстовой карте Крыма 1896 года, на которой в селении Айман-Кую обозначено 6 дворов с русским населением. По «…Памятной книжке Таврической губернии на 1902 год» в деревне Айман-Кую Сарайминской волости Феодосийского уезда, входившей в Ново-Александровское сельское общество, числилось 59 жителей, домохозяйств не имеющих. По Статистическому справочнику Таврической губернии. Ч.II-я. Статистический очерк, выпуск пятый Феодосийский уезд, 1915 год, в деревне Айман-Кую Сарайминской волости Феодосийского уезда числилось 10 дворов (все дворы с землёй) с русским населением в количестве 91 человека только «посторонних» жителей, из которых 52 мужчины и 39 женщин. Жители владели 958 десятинами удобной земли. В хозяйствах имелось 62 лошади, 10 волов, 48 коров и 562 головы овец, свиней, или коз.
После установления в Крыму Советской власти, по постановлению Крымревкома, 25 декабря 1920 года из Феодосийского уезда был выделен Керченский (степной) уезд, а, постановлением ревкома № 206 «Об изменении административных границ» от 8 января 1921 года была упразднена волостная система и в составе Керченского уезда был создан Керченский район в который вошло село (в 1922 году уезды получили название округов. 11 октября 1923 года, согласно постановлению ВЦИК, в административное деление Крымской АССР были внесены изменения, в результате которых округа были отменены и основной административной единицей стал Керченский район в который вошло село. Согласно Списку населённых пунктов Крымской АССР по Всесоюзной переписи 17 декабря 1926 года, в селе Айман-Кую, Сарайминского сельсовета Керченского района, числилось 23 двора, все крестьянские, население составляло 107 человек, из них 72 русских и 35 украинцев. Постановлением ВЦИК «О реорганизации сети районов Крымской АССР» от 30 октября 1930 года (по другим сведениям 15 сентября 1931 года) Керченский район упразднили и село включили в состав Ленинского, а, с образованием в 1935 году Маяк-Салынского района (переименованного 14 декабря 1944 года в Приморский) — в состав нового района. На подробной карте РККА Керченского полуострова 1941 года в колхозе «Вперёд» (Айман-Кую) отмечено 15 дворов.
После освобождения Крыма от фашистов, 12 августа 1944 года было принято постановление № ГОКО-6372с «О переселении колхозников в районы Крыма» и в сентябре того же года в район приехали первые новоселы 204 семьи из Тамбовской области, а в начале 1950-х годов последовала вторая волна переселенцев из различных областей Украины. С 25 июня 1946 года селение в составе Крымской области РСФСР. Указом Президиума Верховного Совета РСФСР от 18 мая 1948 года, Айман-Кую переименовали в Репьёвку. 26 апреля 1954 года Крымская область была передана из состава РСФСР в состав УССР. Время включения в Горностаевский сельсовет пока не установлено: на 15 июня 1960 года село уже числилось в его составе. Указом Президиума Верховного Совета УССР «Об укрупнении сельских районов Крымской области», от 30 декабря 1962 года Приморский район был упразднён и село присоединили к Ленинскому. Исключена из учётных данных в 1973 году (согласно справочнику «Крымская область. Административно-территориальное деление на 1 января 1977 года» — в период с 1968 по 1977 год, как село Горностаевского сельсовета).